# Foildrake

Foildrake med öppna celler

Foildraken är en typ av kraftdrake som saknar uppspänd ram, och håller sin form med hjälp av luftflödet. Den består av ett antal tygceller som är öppna i fronten så att luft kan strömma in och "blåsa upp" draken. Foildrakar kan ha många olika linsystem med 2, 3 eller 4 linor, och styrs oftast med någon form av handtag eller bom. 
Vissa foildrakar kan användas på vatten, t.ex. för kitesurf. Då är vanligtvis många av cellerna slutna, och de få som är öppna är försedda med ventiler som håller luften inne och vattnet ute. Öppningar i mellanväggarna gör att hela draken kan blåsas upp.